# 相思相愛 (aikoの曲)
「相思相愛」（そうしそうあい）は、aikoの45枚目のシングル。2024年5月8日にポニーキャニオンよりリリースされた。

## 概要
前作「星の降る日に」以来、約半年ぶりにリリースされたシングル。
表題曲「相思相愛」は、劇場版『名探偵コナン 100万ドルの五稜星』の主題歌として書き下ろされた曲。映画の公開日である4月12日から先行配信が開始され、5月8日にシングルがリリースされた。
初回限定仕様版（Blu-ray・DVD）と通常仕様版の3形態でリリースされた。初回限定仕様盤には、2023年に行われたホールツアー「Love Like Pop vol. 23」よりNHKホール公演の模様が収録されたBlu-rayおよびDVDが付属する。また、特典映像として「25th anniversary day behind the scenes」、「2023 X'mas Live 〜すべての夜director's cut〜」が収録される。
2025年1月22日に、Billboard JAPANのチャートにおけるストリーミングの累計再生回数が1億回を突破。同年3月7日には、オリコンチャートにおけるストリーミングの累積再生回数も1億回を突破した。

## 収録内容

### CD
1. 相思相愛 (mutual love)
  - 作詞・作曲：AIKO
  - 劇場版『名探偵コナン 100万ドルの五稜星』主題歌。
  - YouTubeにて公開されたミュージック・ビデオが1000万回再生を突破した。
  - 8月28日リリースのアルバム『残心残暑』に収録された[24]。
2. まさか夢
  - 作詞・作曲：AIKO
3. あなたは優しい
  - 作詞・作曲：AIKO
4. 相思相愛 (instrumental)

### Blu-ray・DVD

#### aiko Live Tour「Love Like Pop vol. 23」@2023.9.27 wed. NHKホール
1. 号泣中
  - 43rdシングル「果てしない二人」収録曲。
2. 荒れた唇は恋を失くす
  - 15thアルバム『今の二人をお互いが見てる』収録曲。
3. ぶどうじゅーす
  - 15thアルバム『今の二人をお互いが見てる』収録曲。
4. 恋墜ちる時
  - 1stアルバム『小さな丸い好日』収録曲。
5. あの子の夢
  - 9thアルバム『BABY』収録曲。
  - NHK連続テレビ小説『ウェルかめ』主題歌。
6. いつ逢えたら
  - 配信シングル。
  - テレビアニメ『君は放課後インソムニア』オープニングテーマ。
7. 蝶々結び
  - 12thシングル。
  - グリコ乳業「グリコ カフェオーレ」CMソング。
8. milk
  - 25thシングル。
  - ブリヂストンサイクル「アルベルト」CMソング。
9. ワンツースリー
  - 15thアルバム『今の二人をお互いが見てる』収録曲。
10. のぼせ
  - 15thアルバム『今の二人をお互いが見てる』収録曲。
11. KissHug
  - 24thシングル。
  - 映画『花より男子F』挿入歌。
12. あかときリロード
  - 配信シングル。
  - フジテレビ系木曜劇場『忍者に結婚は難しい』主題歌。
13. 58cm
  - 40thシングル「ハニーメモリー」収録曲。
14. シアワセ
  - 21stシングル。
  - ミュージック・ドット・ジェイピー「MUSIC.JP」CMソング。
15. 気付かれないように
  - 7thアルバム『彼女』収録曲。
16. アップルパイ
  - 15thアルバム『今の二人をお互いが見てる』収録曲。
17. あたしの向こう
  - 32ndシングル。
  - 関西テレビ・フジテレビ系ドラマ『素敵な選TAXI』主題歌。
18. ハナガサイタ
  - 13thアルバム『湿った夏の始まり』収録曲。
19. 玄関のあとで
  - 15thアルバム『今の二人をお互いが見てる』収録曲。
20. さらば！
  - 15thアルバム『今の二人をお互いが見てる』収録曲。
21. メロンソーダ
  - 14thアルバム『どうしたって伝えられないから』収録曲。
  - ライブ映像がYouTubeで公開されている[25]。

##### 特典映像
1. 25th anniversary day behind the scenes
  - デビュー25周年を迎えたaikoのスペシャルバックステージ映像。
2. 2023 X'mas Live 〜すべての夜director's cut〜
  - 2023年12月24日に実施したファンクラブ「Baby Peenats」&モバイルサイト「Team aiko」会員限定クリスマス生配信の映像。

副音声：aiko Commentary